# Georgi Sokolov
Georgi Sokolov (en búlgaro: Георги Апостолов Соколов; Sofia, Bulgaria; 19 de junio de 1942 - Sofía, Bulgaria; 27 de junio de 2002) fue un futbolista búlgaro que jugó en la posición de delantero. Es considerado como uno de los futbolistas más talentosos de todos los tiempos de Bulgaria,  y su padre Apostol Sokolov fue portero de la selección nacional y una de las inspiraciones de Lev Yashin.

## Carrera

### Club
Inició su carrera en el Spartak Plovdiv (quien en ese momento era dirigido por su padre Apostol Sokolov). Debutó el 1 de diciembre de 1957 ante el Spartak Pleven para ser el jugador más joven en debutar en la A Group a los 15 años, 5 meses y 12 días.
A inicios de 1958 Sokolov pasó al Levski Sofia. Hizo su debut con el club en un partido amistoso ante el Chelsea en Sofia el 17 de agosto de 1958. Dos semanas después debuta con el Levski en la liga en un empate 0–0 ante el Spartak Varna a los 16 años. Sokolov jugó 11 temporadas con el Levski, anotó 83 goles en 239 partidos. El 12 de septiembre de 1965, anota su primer gol en la Liga de Campeones de la UEFA en la derrota por 2–1 ante el Djurgårdens IF de Suecia. En el partido de vuelta, el Levski elimina al campeón sueco.
Se retira en 1969 jugando para el FC Dunav Ruse.

### Selección nacional
Jugó en el Campeonato Europeo Sub-18 1959 y anotó el primer gol de la selección ante Países Bajos donde Bulgaria ganó 3–1. Sokolov también anotó ante Alemania Democrática en las semifinales.
Un mes después, Sokolov es convocado por primera vez por la selección nacional mayor. El 13 de mayo de 1959 se convirtió en el jugador más joven en jugar para la selección nacional en una derrota por 2-3 en un amistoso ante Países Bajos jugado en el Vasil Levski National Stadium a los 16 años, 10 meses y 27 díss. Jugó en el mundial de Chile 1962, y anotó el primer gol de Bulgaria en una Copa Mundial de Fútbol en la derrota por 1-6 ante Hungría.
En total jugó para Bulgaria de 1959 a 1967 en 14 partidos y anotó cinco goles.

## Palmarés
Levski Sofia
- A Group (2): 1964–65, 1967–68
- Copa de Bulgaria (2): 1959, 1967